# 国際環境NGO FoE Japan
FoE Japan（エフ・オー・イー・ジャパン）は、国際環境NGOである地球の友（英: Friends of the Earth）の日本組織である。日本においては国税庁及び東京都から認可を受けた認定NPO法人である。

## 概要
活動内容は「気候変動問題」、「森林破壊問題」、「社会的・環境的に問題の多いODAに対する提言」、「人為的・政治的要因による砂漠化」、「持続可能な資源・エネルギー利用」など多岐にわたる。
他の多くの組織のように、上位組織から各地に下位組織を設立するトップダウン型の組織ではなく、Friends of the Earth International(FoEI)の掲げる理念に賛同する各国（各地）の独立した組織が自発的に参加するボトムアップ型のネットワークを構成している。このため、各国の構成組織の中には名称の中には、「Friends of the Earth」の文字が全く見られない団体も存在しており、FoE Japanも「Friends of the Earth」ではなく略された状態で正式に法人格が登録されている。

## 沿革
- 1980年 - 米環境活動家 ディビッド・ブラウワーの勧めにより、Friends of the Earthの一員として設立
- 1992年 - 地球サミットにNGOとして参加
- 1995年 - ウラジオストクで「第１回シベリアHOTSPOT会議」を開催し、自然保護を急ぐべき50のスポットを採択
- 1997年 - 第3回気候変動枠組条約締約国会議（COP3）にNGOとして参加
- 1998年 - 輸銀のフィリピン･サンロケダムへの融資見直しを求めるキャンペーンを開始
- 2001年 - 中国ホルチン沙漠緑化活動を開始。NPO法人格を取得
- 2002年 - 名称を「地球の友ジャパン」から「FoE Japan」に変更、くらしとまちづくりの各プロジェクト開始
- 2003年 - 環境省への政策提言「国内各層でのフェアウッド推進」が優秀提言に選定される
- 2004年 - スターバックスコーヒーに対し、リユース容器への転換を求めるキャンペーン開始
- 2005年 - 愛知万博にて化石燃料に依存した社会からの脱却を訴える「化石燃料恐竜」展示
- 2006年 - Marunouchiイルミネーション・グリーン化キャンペーンを実施
- 2007年 - 環境省エココミュニティ事業として「むさしのリユース推進キャンペーン」を実施。クライメート・ジャスティスキャンペーンを開始
- 2008年 - 日本の責任ある温室効果ガス削減のための法律制定を求めるMAKE the RULEキャンペーンを開始。企業の社会的責任（CSR）としての生物多様性保全への取組みを評価する基準案を作
- 2009年 - 国際協力機構（JICA）への提言活動を行い、環境ガイドライン改訂において情報公開範囲の拡大などが改善される。
- 2010年 - 認定NPO法人の認定を取得。
- 2011年　福島第一原発事故を受け、脱原発と福島支援の活動をスタート。脱原発に向け政策提言をするとともに、福島の子どもたちの一時避難を支援する「ぽかぽかプロジェクト」を始動。
- 2012年　署名や議員へのロビー活動により「原発事故子ども・被災者支援法」成立に寄与。
- 2015年　電力小売全面自由化に向けて、「パワーシフトキャンペーン」を立ち上げる。同年、宮城県山元町で地域住民と協働し、海岸林再生プロジェクトを開始。
- 2016年　日本が原発輸出を予定していたベトナムの国会議員にFoE Japanが福島原発事故の被害を伝え、同国が原発事業から撤退。
- 2017年　東京オリ・パラ新国立競技場で違法伐採リスクの高い木材の使用を確認し緊急調査を要請。木材調達基準の改定につなげる。
- 2019年　福島原発事故「ミエルカ」プロジェクト始動。原発事故被害を見つめ直し、被害者の声や実態を国内外に発信する特設サイトを開設。
- 2020年　東日本大震災とそれに続く東電福島第一原発事故から10年に際して、原発輸出、作業員や避難者の現状など原発事故をめぐる様々なテーマで連続ウェビナーを開催。

## 活動例

### 「開発金融と環境」
日本政府による巨額のODA（政府開発援助）や民間セクター融資による地球環境を脅かす大規模開発プロジェクトに対し、社会的・環境的に問題の多いプロジェクトが公的資金で支援されることがないよう、日本政府や国際協力銀行、多国間開発銀行に対する提言活動を行っている。

### 「森林生態系」
国内林業の推進、外国産木材の輸入経路調査などをバックグラウンドに、民間組織・公的組織に対し国内流通木材の合法化・持続可能性の向上を目指しており、海外活動は日本の主な木材輸入元のうち、違法伐採が懸念される東南アジア、極東ロシア地域に関する調査が主となっている。また、生物多様性保全に関する政策提言 なども行っている。

### 「気候変動対策」
先進国に住む人間には、温室効果ガス排出の大幅な削減と、気候変動の影響に脆弱な人々を支援する責任があるという考えのもと、気候変動対策に関する活動を行っている。
主な活動内容は政策提言や啓発活動であり、2008年には「オンダンカクサ（温暖化＋格差）キャンペーン」として、途上国の温暖化影響の現状を訴え、彼等の適応対策について、先進国が適切な支援を行うことを求める活動を展開した。また、生物多様性・気候変動関連で南極における海洋保護区（MPA）の設立を目指す運動にも携わっている。

## 補足
1. ↑  環境省：第８回NGO/NPO・企業の環境政策提言の募集について（お知らせ）